# Multiplazione

Illustrazione del funzionamento di un driver per matrice di led che funziona attraverso multiplazione di linee

La multiplazione (o in inglese multiplexing), nelle telecomunicazioni, elettronica e reti di computer, è il meccanismo o tecnica di trasmissione per cui più canali trasmissivi in ingresso condividono la stessa capacità trasmissiva disponibile in uscita ovvero combinando più segnali analogici o flussi di dati digitali (detti segnali tributari) in un solo segnale (detto multiplato) trasmesso in uscita su uno stesso collegamento fisico.

## Storia
La prima tecnologia di comunicazione a far uso delle linee elettriche fu quella della telegrafia e per ottenere un migliore sfruttamento dei mezzi trasmissivi disponibili, furono fatti i primi esperimenti trasmettendo più segnali telegrafici sulla stessa linea con le tecniche di multiplexing.

## Descrizione

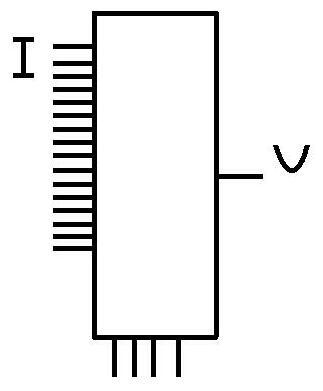
Simbolo elettrico di un multiplexer (o anche detto MUX), mentre quello che opera il processo inverso è chiamato demultiplexer.

In una comunicazione dati la multiplazione permette di risparmiare sul cablaggio (riducendo il numero di linee di segnale) e sul numero di componenti. Ad esempio in elettronica il multiplexing permette a diversi segnali analogici di essere elaborati da un unico convertitore analogico-digitale (ADC) e in telecomunicazioni a chiamate differenti di essere trasmesse usando un solo cavo. Non è possibile infatti implementare una rete di telecomunicazioni a grande scala completamente magliata, in cui ogni coppia di utenti è collegata in modo diretto, dato l'enorme numero di collegamenti point to point, ed è quindi necessario pensare a dei meccanismi per far convivere su uno stesso cavo di collegamento o mezzo trasmissivo più segnali portanti informativi.
Il dispositivo elettronico preposto alla multiplazione è detto multiplexer.

## Tipologie

### Multiplazione deterministica
Si ha multiplazione deterministica (o commutazione di circuito) quando una parte della capacità trasmissiva totale in uscita al multiplatore è stabilmente assegnata a ciascun canale tributario in ingresso. Ciascun utilizzatore ha a disposizione un canale trasmissivo dedicato, con la garanzia di avere sempre disponibile tutta la capacità allocata ad ogni richiesta di servizio.
L'allocazione della capacità può essere statica (configurata manualmente dal gestore della rete) o dinamica. Nel secondo caso, per stabilire un canale di comunicazione, è normalmente necessaria una fase di creazione o instaurazione della connessione, nella quale vengono impegnate le risorse sui collegamenti e sui nodi della rete nel percorso che congiunge i due utenti. Segue la fase di utilizzo del canale o espletazione del servizio richiesto, e alla fine una fase di abbattimento della connessione, che libera le risorse precedentemente allocate.
Come esempio si può considerare una conversazione telefonica che utilizza un circuito fisso, dedicato su una giunzione tra centrali: un utente compone un numero, e la rete telefonica lo elabora allocando una serie di circuiti fino al destinatario della chiamata (creazione o instaurazione della connessione); se il destinatario risponde, i due possono parlare utilizzando il canale; quando uno dei due abbassa il ricevitore, la rete libera le risorse impegnate (abbattimento della connessione).
Un altro esempio molto diffuso riguarda le tecnologie DSL, che permettono di trasportare su un cavo telefonico sia la comunicazione vocale analogica che un segnale dati digitale.
La capacità del collegamento può essere suddivisa in circuiti con diversi meccanismi:
- a divisione di tempo o TDM;
- a divisione di frequenza o FDM;
- a divisione di lunghezza d'onda o WDM (nelle comunicazioni ottiche), che è una forma di multiplazione a divisione di frequenza, in cui ogni canale trasmissivo viene inviato su una diversa lunghezza d'onda, e i canali possono essere aggregati o separati restando nel dominio ottico, cioè senza riconversione opto-elettrica ed elettro-ottica (con vantaggi in termini di costo, velocità, semplicità e, di conseguenza, di affidabilità dei componenti).
- a divisione di codice o CDM;

Ogni conversazione impegna delle risorse nella rete che la trasporta. Nel caso non siano disponibili le risorse per stabilire una comunicazione, la rete è impostata in modo da rifiutare la richiesta.
L'eventuale frazione di capacità trasmissiva non utilizzata (ad esempio, le pause di una conversazione telefonica) è persa, e questo è uno dei grossi limiti della commutazione di circuito. Tra i principali vantaggi, la garanzia che, se la chiamata viene stabilita, essa godrà per tutta la sua durata delle prestazioni richieste (banda passante, ritardo costante).

### Multiplazione statistica
Si ha multiplazione statistica (spesso indicata anche come commutazione di pacchetto) quando il flusso di informazioni è segmentato in "pacchetti" di lunghezza arbitraria o fissa, che sono contrassegnati da un preambolo e un epilogo per permettere il loro riconoscimento all'interno del flusso di dati e che contengono le informazioni necessarie per definire il destinatario della trasmissione.
L'intera capacità trasmissiva disponibile viene impegnata per la trasmissione di ciascun pacchetto. Se vi sono più pacchetti da trasmettere contemporaneamente, questi vengono memorizzati in una coda, subendo un ritardo di accodamento e rischiando di essere scartati in caso di esaurimento della memoria disponibile per la coda.
La maggior parte delle tecnologie di multiplazione statistica non permette di garantire prevedibilità in caso di grossi messaggi. Ha più che altro un valore concettuale.
- commutazione di pacchetto propriamente detta: il messaggio viene segmentato in pacchetti di lunghezza limitata, che vengono trasmessi indipendentemente. In una rete complessa, è possibile che i pacchetti seguano percorsi differenti, vengano persi o consegnati fuori ordine alla destinazione. Esempi tipici sono IP e X.25.
- commutazione di trama (frame switching): questo termine è un sinonimo di commutazione di pacchetto, ma viene utilizzato in riferimento a tecnologie di livello datalink nel modello OSI, ad esempio ethernet.
- commutazione di cella: il pacchetto (denominato in questo caso più propriamente "cella") ha una lunghezza fissa e predeterminata, e viene riempito con dati inutili (padding) se il messaggio da trasmettere non è sufficientemente grande. La dimensione fissa della cella permette ottimizzazioni negli apparati di commutazione. L'esempio tipico è ATM.
- commutazione di circuito virtuale: come dice il nome, questa tecnica permette di emulare alcune caratteristiche di una rete a commutazione di circuito, pur utilizzando la multiplazione statistica. Per fare questo, prima di stabilire una comunicazione tra due calcolatori, deve essere stabilita una connessione logica (detta circuito virtuale) tra i due nodi, definendo tra l'altro il percorso che i pacchetti seguiranno. A questo percorso, su ciascun collegamento verrà associato un numero, e i commutatori dovranno solo associare a questo identificatore di circuito una porta ed un identificatore di circuito in uscita. Questo permette di garantire la consegna in ordine dei pacchetti, e facilita la realizzazione di funzioni di qualità di servizio. Questa caratteristica è propria di reti come ATM o Frame Relay.
- commutazione di etichetta (label switching): questa tecnica viene utilizzata per costruire su una rete a pacchetto diverse reti virtuali indipendenti e reciprocamente impermeabili, per esempio da dedicare a diversi gruppi di lavoro in un'azienda o diversi clienti di un provider. A ciascun pacchetto viene aggiunta una etichetta (label) che lo identifica come appartenente ad una particolare rete virtuale, e potrà essere consegnato solo se il destinatario appartiene alla stessa rete virtuale. Tra gli esempi, le VLAN su ethernet (802.1q) e Multi Protocol Label Switching (MPLS), che è un meccanismo che crea reti private virtuali su tecnologie eterogenee, tipicamente utilizzato dai provider.

### Multiplazione e teoria delle code
Lo studio di entrambi i sistemi di multiplazione sfrutta ampiamente la teoria delle code. Ad esempio: 
- nella commutazione di circuito si valuta la probabilità che una telefonata non possa essere servita a causa della congestione di fascio di linee o di un commutatore. I serventi sono le linee disponibili in un fascio, i clienti rappresentano le telefonate, i tempi di servizio rappresentano la durata delle telefonate.
- nella commutazione di pacchetto si studiano la probabilità che un pacchetto possa essere perso (perché la coda di trasmissione o la coda di un commutatore nella rete è piena) e le caratteristiche statistiche del ritardo di accodamento a cui il pacchetto andrà incontro. I serventi sono le linee di trasmissione, i clienti rappresentano i pacchetti, i tempi di servizio rappresentano quelli necessari per la trasmissione dei pacchetti.

Il comportamento statistico delle code in una rete determina le sue caratteristiche di qualità di servizio.

### Multiplazione inversa
Come dice il nome, la multiplazione inversa è il meccanismo per cui la capacità di più collegamenti viene aggregata per costruire un canale trasmissivo di capacità superiore. Questo comporta normalmente protocolli per distribuire i dati da trasmettere sui collegamenti disponibili, per ricomporre i dati ricevuti sui collegamenti aggregati nell'ordine corretto, per gestire i guasti e il ritorno in servizio di parte dei collegamenti.
Esempi di multiplazione inversa sono l'aggregazione di più collegamenti IEEE 802.3 tramite il protocollo LACP (802.3ad), o l'aggregazione di link ATM a bassa velocità (T1 a 1,5 Mbit/s o E1 a 2 Mbit/s) per ottenere un collegamento di capacità superiore (6-12 Mbit/s o 8-16 Mbit/s) Inverse multiplexing over ATM (IMA).

### Multiplazione nei protocolli di trasporto
I protocolli di trasporto utilizzano il servizio di un protocollo di rete, che trasporta pacchetti da un host ad un altro, per realizzare comunicazioni tra processi applicativi.
È possibile che sia necessario stabilire contemporaneamente più connessioni tra applicazioni tra l'host richiedente e qualsiasi altro host. Per questo i protocolli di trasporto hanno strumenti di multiplazione e demultiplazione (tipicamente implementabili attraverso le porte logiche di connessione) per specificare a quale conversazione appartenga un segmento e quindi a quale applicazione vadano consegnati i dati ricevuti.
Si veda ad esempio Transmission Control Protocol e User Datagram Protocol.
Ovviamente a questa multiplazione a livello logico di connessione corrisponderà a livello fisico della rete una multiplazione end-to-end dei flussi informativi associati alle varie connessioni tra gli host coinvolti sullo stesso canale fisico.

## Traffico e multiplazione: dimensionamento
Nella pianificazione delle reti per motivi di economicità e risparmio di risorse di rete dal lato gestore/operatore il dimensionamento di un multiplatore in uscita a più canali fisici in ingresso non tiene conto di un traffico di punta, bensì di un certo traffico medio. Il valore di traffico da smaltire in termini di canali in uscita da multiplare per reti a commutazione di circuito è calcolabile attraverso la formula di Erlang B fissando le specifiche sulla probabilità di blocco o perdita Pb e il traffico medio da smaltire.